# Teodor Wolff von Ludinghausen
Teodor Wolff von Ludinghausen herbu Wolf (niem. Theodor Wolff von Lüdinghausen; ur. 20 września 1662 w Inflantach, zm. 9 maja 1712 w Warszawie) – jezuita, biskup tytularny trypolitański i koadiutor biskupstwa inflanckiego od 14 marca 1701, krótko biskup inflancko-piltyński a następnie biskup diecezji chełmskiej w okresie od 10 listopada 1710 do 9 maja 1712.
Był synem Fryderyka (starosty dyneburskiego i podkomorzego derpskiego) i Anny Denhoff.  Studiował teologię w Rzymie 1688-1689. Zmarł w 1712 w Warszawie.
Pochowany w kościele klasztornym Narodzenia NMP i Św. Ignacego Loyoli w Warszawie.